# In hac Tanta

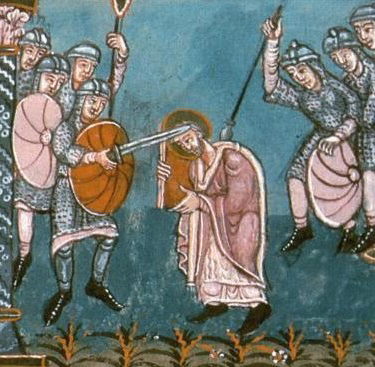
De Marteldood van Sint Bonifatius, ms. Staats- und Universitätsbibliothek Göttingen

In hac Tanta (Latijn voor Te midden van vele (beproevingen en moeilijkheden) is een encycliek, uitgevaardigd door paus Benedictus XV op 14 mei 1919, waarin de betekenis van de heilige Bonifatius voor de relatie tussen Duitsland en de Heilige Stoel centraal stond. De encycliek was gericht aan kardinaal Felix von Hartmann, aartsbisschop van Keulen, en de overige aartsbisschoppen van Duitsland.
De encycliek werd uitgegeven ter gelegenheid van de viering van de bekering van de Duitse volkeren 1200 jaar geleden, waarbij Bonifatius het initiatief had genomen. Door de aanhoudende onrust in Duitsland meende Benedictus XV dat door op grootse wijze aandacht te besteden aan deze herdenking een nieuw christelijk besef zou opkomen wat zou leiden tot welzijn en welvaart van het Duitse volk. In de encycliek roemde de paus de wijze waarop Bonifatius in de 8e eeuw de verkondiging van het geloof in de Duitse gebieden tot stand had gebracht en hoe hij tevens ernaar gestreefd had om goede betrekkingen te onderhouden met de Heilige Stoel, die hij als steun voor zijn missiewerk zag.
Opeenvolgende pausen (Gregorius II, Gregorius III, Zacharias en Stefanus II (III)) bevestigden de importantie van het werk van Bonifatius en zijn volgelingen, waarbij zij hem regelmatig giften deden toekomen. Hiermee realiseerde de heilige nieuwe kerken, kloosters, ziekenhuizen en vestingwerken. Bonifatius’ trouw aan de Heilige Stoel had hij bevestigd door een eed van trouw af te zweren op het graf van de heilige Petrus te Rome.
Deze blijk van trouw aan de paus vormde voor Benedictus aanleiding om in de encycliek te verwijzen naar de betekenis van het pausschap: “Het welzijn van de kerk hangt af van de waardigheid van het pausschap. Indien we de paus geen soevereine en onafhankelijke macht geven, zullen er evenveel schisma’s zijn als dat er priesters zullen zijn.” Benedictus meende dat deze voorspelling voor de moderne tijd van toepassing was, onder meer door de vele rampspoeden en bloedige slachtpartijen.
Benedictus riep op om met de feestelijkheden de eenheid van de kerk en het nastreven van vrede en liefdadigheid te bewerken, omdat hij ervan overtuigd was, dat de geest van Bonifatius nog steeds aanwezig was onder de christenen van Duitsland. Hij hoopte dat terugkeer naar de grondbeginselen van christelijke liefdadigheid zouden bijdragen tot het einde van oorlogen, het voorkomen van haatcampagnes en schisma’s.
Ter ondersteuning van de feestelijkheden van de herdenking verleende Benedictus diverse privileges, waaronder de uitgifte van een bijzondere aflaat.